# Gli esattori
Gli esattori è un dipinto attribuito a Quentin Massys.
Da questo prototipo avrebbe tratto numerose copie Marinus van Reymerswaele e altri pittori. 

## Descrizione dell'opera
Due esattori (detti Il bello e Il brutto) raccolgono e tengono la contabilità dei soldi delle tasse, della cui riscossione sono appaltatori. Coperti dai loro turbanti, i due personaggi esprimono apertamente la corruzione del mondo dell'epoca, ma si piegano a compiere il loro lavoro. Concetto rafforzato dal fatto che sopra di loro pende una forbice che si erge quasi a nuova spada di Damocle e che minaccia di morte i loro possessori. Sullo sfondo, a destra, una porta lignea invece è simbolo di libertà e di fuga.
Si tratta di una rappresentazione quasi satirica che pare ispirata dagli scritti di Erasmo da Rotterdam (conosciuto personalmente e ritratto dal pittore nel 1517). Il quadro, efficace istantanea dell'aspetto grottesco, brutale e meschino della quotidianità e del reale, è di per sé la coronazione del sogno del pittore fiammingo, in cui l'uso del cromatismo e del controluce garantisce una tonalità splendente e cupa allo stesso momento. Ricca di molti particolari da analizzare, si può dire che l'opera costituisce lo spartiacque definitivo fra la vecchia e la nuova pittura. 